# 德斯坎苏
德斯坎苏是巴西圣卡塔琳娜州的一个市镇。总面积285.571平方公里，总人口8705人，人口密度30.5人/平方公里。